# Krasnojarskij rajon (Oblast' di Astrachan')
Il Krasnojarskij rajon (in russo Красноярский район?) è un rajon dell'Oblast' di Astrachan', nella Russia europea; il capoluogo è Krasnyj Jar. Istituito nel 1925, ricopre una superficie di 5.260 chilometri quadrati ed ospita una popolazione di circa 37.000 abitanti.